# Гринфельд, Михаил Моисеевич
Михаил Моисеевич Гринфельд (7 (19) января 1881, Кишинёв, Бессарабская губерния — ?) — русский переводчик римской поэзии и прозы, французской и немецкой литературы, филолог-латинист, педагог, автор учебных пособий для изучающих латинский язык и по другим академическим предметам.

## Биография
Родился в Кишинёве 7 января (по старому стилю) 1881 года в мещанской семье австрийского подданного Моисея Вольфовича Гринфельда, уроженца Брод, и Фейги (Фани) Иосифовны Гринфельд. Окончил Кишинёвскую 1-ю гимназию. Будучи студентом юридического факультета одесского Императорского Новороссийского университета 28 сентября 1903 года в университетской церкви перешёл из иудейской веры в православие.
После окончания Новороссийского университета жил в Одессе, работал присяжным поверенным округа Одесской судебной палаты и одновременно в книгоиздательстве М. С. Козмана, для которого выполнил ряд многократно переиздававшихся комментированных двуязычных переводов римской поэзии и прозы с латинского языка с приложением словников и учебных материалов по латинской грамматике и синтаксису. Для этого же издательства подготовил хрестоматии современной французской и немецкой литературы, учебные пособия с ключами для чтения римской литературы и изучения латинского языка, а также методические материалы и повторительные курсы по различным дисциплинам, в том числе курс статистики.
Среди переведённых им римских авторов были Гай Юлий Цезарь («Записки о Галльской войне»), Публий Овидий Назон, Публий Вергилий Марон («Энеида»), Тит Ливий («Римская история»), Гай Крисп Саллюстий («Югуртинская война»), Марк Туллий Цицерон («Речи против Вереса», «Речи против Катилины»,  «За Архия поэта», «Речь в защиту Т. Анния Милона», «Речь перед Гаем Цезарем за Квинта Лигария», «О назначении Гнея Помпея полководцем»), Квинт Гораций Флакк. Переводил прозу, поэзию  и драматургию Вольтера («История Карла XII»), Мопассана, Мольера («Скупой»), Золя, Кларети, Сарду, Доде, Абу, Фёйе («Роман молодого бедняка»), Арена, Коппе, Терье, Пихлера, Мейера, Штерна, Мюлленбаха, Ахлейтнера, Ганггофера, Геббеля, Шиллера, Эмиля Будде и других писателей.
Жил в Одессе на Княжеской улице, № 40.

## Семья
- Двоюродный брат — доктор медицины Абрам Исаакович Гринфельд (1866—?), автор научных трудов в области кожных и венерических болезней; практиковал в Одессе.
- Мужем его двоюродной сестры был архитектор Цалель Гингер, женой двоюродного брата — депутат «Сфатул Цэрий» Надежда Гринфельд.

## Переводы

### Гай Юлий Цезарь
- Гай Юлий Цезарь. Записки о Галльской войне. Перевод первой книги со словарём и синтаксическим разбором М. М. Гринфельда. Одесса: Книгоиздательство М. С. Козмана, 1907. — 135 с.
- Гай Юлий Цезарь. Записки о Галльской войне. Перевод шестой книги со словарём и синтаксическим разбором М. М. Гринфельда. Одесса: Книгоиздательство М. С. Козмана, 1907. — 119 с.
- Семь книг Записок о Галльской войне. Пер. М. Гринфельда. Одесса: М. С. Козман, 1910. — 322 с.
- Гай Юлий Цезарь. Записки о Галльской войне. Пер. М. М. Гринфельда. Одесса: Книгоиздательство М. С. Козмана, 1913. — 70 с.
- Гай Юлий Цезарь. Записки о Галльской войне. Книга шестая. Латинский текст с отдельным дословным и литературным переводом, подробным синтаксическим разбором, комментариями и полным словарём. По изданию С. Манштейна, сост. М. М. Гринфельд. 5-е совершенно переработанное и значительно дополненное издание. Одесса: Книгоиздательство М. С. Козмана, 1913. — 239 с.
- Полный словарь ко второй книге «Записки о Галльской войне» Юлия Цезаря. Одесса: Книгоиздательство М. С. Козмана, 1913. — 51 с.
- Полный словарь к третьей книге «Записки о Галльской войне» Юлия Цезаря. Одесса: Книгоиздательство М. С. Козмана, 1913. — 48 с.
- Полный словарь к четвёртой книге «Записки о Галльской войне» Юлия Цезаря. Одесса: Книгоиздательство М. С. Козмана, 1913. — 55 с.
- Гай Юлий Цезарь. Записки о Галльской войне в избранных отрывках. Дословный и литературный перевод с подробным синтаксическим разбором, комментариями и со всеми мифологическими сведениями. В конце книги приложены: 1) Полный словарь по главам, 2) Повторительный курс латинского синтаксиса. По изданию С. Манштейна. Сост. М. М. Гринфельд. Одесса: М. С. Козман, 1914. — 261 с.

### Овидий
- Публий Овидий Назон. Перевод избранных стихотворений Овидия Назона по изданию С. Манштейна. С полным словарём, комментариями и подробным синтаксическим разбором. Одесса: Книгоиздательство М. С. Козмана, 1908. — 229 с.
- Публий Овидий Назон. Перевод избранных стихотворений Овидия Назона по изданию С. Манштейна. С полным словарём, комментариями и подробным синтаксическим разбором  по изданию Манштейна. 2-е издание. Одесса: Книгоиздательство М. С. Козмана, 1908. — 319 с.
- Публий Овидий Назон. Перевод избранных стихотворений Овидия Назона с полным словарём, комментариями и подробным синтаксическим разбором по изданию Манштейна. 3-е, значительно дополненное издание. Одесса: Книгоиздательство М. С. Козмана, 1909. — 568 с.
- Полный словарь к книге Овидий Назон (по изданию С. Манштейна). Сост. М. Гринфельд. Одесса: М. С. Козман, 1912. — 296 с.

### Вергилий
- Публий Вергилий Марон. Перевод II-ой песни «Энеиды» Вергилия. По изданию Манштейна. С подробным синтаксическим разбором, комментариями и полным словарём. Сост. М. Гринфельд. 2-е, совершенно переработанное и значительно дополненное издание. Одесса: М. С. Козман, 1909. — 200 с.
- Полный словарь к 1-й песне «Энеиды» Вергилия. Одесса: М. С. Козман. — 78 с.
- Публий Вергилий Марон. «Энеида» Вергилия. Шесть песен. Дословный и литературный перевод М. М. Гринфельда. Одесса: Книгоиздательство М. С. Космана, 1913. — 202 с.
- Энеида. Песня первая. Латинский текст размечен по цензурам и ударениям, дословный и литературный перевод с полным словарём, комментариями, подробным синтаксическим разбором, мифологическими сведениями, алфавитным указателем собственных имён и синтаксических правил и биография Публия Вергилия Марона. По изданию С. Манштейна. Сост. М. М. Гринфельд. Одесса: М. С. Козман. — 174 с.

### Тит Ливий
- Тит Ливий. Римская история. Книга тридцатая. Латинский текст, дословный и литературный перевод с подробным синтаксическим разбором, комментариями и со всеми мифологическими сведениями. В конце книги приложены: 1) Полный словарь по главам, 2) Повторительный курс латинского синтаксиса. По изданию С. Манштейна сост. М. М. Гринфельд. Одесса: М. С. Козман, 1909.
- Тит Ливий. Римская история. Книга первая. Латинский текст, дословный и литературный перевод с полным словарём, комментариями и подробным синтаксическим разбором. По изданию С. Манштейна сост. М. Гринфельд. Одесса: М. С. Козман, 1909. — 475 с.
- Тит Ливий. Римская история. Книга тридцатая. Латинский текст, дословный и литературный перевод с полным словарём, комментариями и подробным синтаксическим разбором. По изданию С. Манштейна сост. М. Гринфельд. Одесса: М. С. Козман, 1909.
- Тит Ливий. Перевод XXI-й книги Тита Ливия по изданию С. Манштейна. С подробным синтаксическим разбором, комментариями и полным слoварём. Сост. М. М. Гринфельд. 4-е, совершенно переработанное и значительно дополненное издание. Одесса: М. С. Козман, 1910. — 471 с.
- Полный словарь к 21-й книге Тита Ливия. Одесса: М. С. Козман. — 166 с.
- Полный словарь к I книге Тита Ливия. Сост. М. Гринфельд. Одесса: М. С. Козман, 1912. — 149 с.
- Тит Ливий. Римская история. Книга двадцать вторая. Дословный и литературный перевод с полным словарём по изданию С. Манштейна М. М. Гринфельда. Одесса: М. С. Козман, 1913. — 335 с.

### Цицерон
- Марк Туллий Цицерон. Речи Цицерона против Катилины. Латинский текст, перевод с полным словарём, комментариями и подробным синтаксическим разбором по изданию С. Манштейна. После каждой главы помещён подробный синтаксический разбор с примечаниями, в конце книги приложен полный словарь, составленный в порядке следования неизвестных слов и выражений в латинском тексте и краткое содержание речей против Каталины. Перевод и составление Михаила Гринфельда. 4-е, расширенное и переработанное издание. Одесса: Книгоиздательство М. С. Козмана, 1913. — 204 с.
- Марк Туллий Цицерон. Речь Цицерона против Катилины. 1-я — 4-я. Латинский текст, перевод с полным словарём, комментариями и подробным синтаксическим разбором по изданию С. Манштейна. Перевод и составление Михаила Гринфельда. Новое, совершенно расширенное, переработанное и значительно дополненное издание. Одесса: Книгоиздательство М. С. Козмана, 1913. — 321 с.
- Марк Туллий Цицерон. О назначении Гнея Помпея полководцем. По изданию С. Манштейна. Дословный и литературный перевод М. М. Гринфельда. Одесса: Книгоиздательство М. С. Козмана, 1913. — 95 с.
- Марк Туллий Цицерон. Перевод книги «За Архия поэта». По изданию Манштейна с полным словарем, комментариями и подробным синтаксическим разбором и биографией М. Туллия Цицерона. Сост. М. Гринфельд. Одесса: Книгоиздательство М. С. Козмана, 1913. — 92 с.
- Марк Туллий Цицерон. Речь против Вереса. Дословный и литературный перевод М. М. Гринфельда по изданию С. Манштейна. Одесса: Книгоиздательство М. С. Козмана, 1913. — 103 с.
- Марк Туллий Цицерон. Речь в защиту Т. Анния Милона. Дословный и литературный перевод с полным словарём М. М. Гринфельда. По изданию С. Манштейна. Одесса: М. С. Козман, 1913. — 178 с.
- Марк Туллий Цицерон. Речь перед Гаем Цезарем за Квинта Лигария. Дословный и литературный перевод с полным словарём М. М. Гринфельда. По изданию С. Манштейна. Одесса: М. С. Козман, 1913. — 51 с.
- Полный словарь к книге «Речи Цицерона против Катилины». Одесса: Книгоиздательство М. С. Козмана, 1913. — 112 с.
- Марк Туллий Цицерон. Перевод книги «За Архия поэта» по изданию Манштейна с полным словарём, комментариями и подробным синтаксическим разбором М. М. Гринфельда. Одесса: Книгоиздательство М. С. Козмана, 1913. — 93 c.

### Гораций
- Квинт-Флакк Гораций. Избранные стихотворения Горация. Оды и эподы. По изданию Манштейна. Перевод прозой с полным словарём, комментариями и подробным синтаксическим разбором. Сост. М. Гринфельд. Одесса: М. С. Козман, 1910. — 208 с.
- Квинт Гораций Флакк. Избранные стихотворения. Оды и эподы. Латинский текст размечен по цензурам и ударениям, дословный и литературный перевод с полным словарём, подробным синтаксическим разбором, мифологическими сведениями и алфавитным указателем собственных имён и синтаксических правил. По изданию С. Манштейна. Сост. М. М. Гринфельд. Одесса: М. С. Козман, 1916. — 242 с.
- Квинт Гораций Флакк. Избранные стихотворения, сатиры и послания. Дословный и литературный перевод с подробным синтаксическим разбором, комментариями и со всеми мифологическими сведениями. В конце книги приложены: 1) Полный словарь по главам, 2) Повторительный курс латинского синтаксиса. Сост. М. М. Гринфельд и А. К. Семёнов. Одесса: М. С. Козман, 1916. — 202 с.

### Гай Саллюстий Крисп
- Гай Крисп Саллюстий. Югуртинская война. Дословный и литературный перевод с подробным синтаксическим разбором, комментариями и со всеми мифологическими сведениями. Приложения: 1) Полный словарь по главам. 2) Повторительный курс латинского синтаксиса. Сост. М. М. Гринфельд. По изданию С. Манштейна. Одесса: М. С. Козман, 1910. — 123 с.; 2-е изд. — там же, 1912. — 246 с.

### Французская литература
- Франсуа Мари Вольтер. История Карла XII. Ред. М. М. Гринфельд. Одесса: М. С. Козман, 1910. — 119 с.
- Октав Фёйе. Роман молодого бедняка. Дословный и литературный М. Гринфельда перевод по изданию С. Манштейна. Одесса: М. С. Козман, 1911. — 127 с.
- Новые французские писатели. Сборник рассказов (Абу, Арен, Кларети, Коппе, Додэ, Мопассан, Сарду, Терье, Золя). Дословный и литературный перевод по изданию С. Манштейна. Под. ред. М. Гринфельда. Одесса: М. С. Козман, 1911. — 144 с.
- Мольер. Скупой. Дословный и литературный переводы по изданию С. Манштейна. Под ред. М. Гринфельда. Одесса: М. С. Козман, 1911. — 89 с.

### Немецкая литература
- Иоганн Фридрих Шиллер. История тридцатилетней войны. Пер. М. М. Гринфельда. Одесса: М. С. Козман, 1911. — 89 с.
- Новые немецкие писатели. Дословный и литературный перевод по изданию С. Манштейна. Под ред. М. Гринфельда. Т. 1.: К. Ф. Мейер, А. Штерн, Э. Мюлленбах. Одесса: М. С. Козман, 1911. — 114 с.; Т. 2.: Артур Ахлейтнер, Эмиль Будде, Людвиг Ганффофер, Фридрих Геббель, Адольф Пихлер. Одесса: М. С. Козман, 1911. — 102 с.

## Учебные пособия
- Гринфельд М. М. Повторительный курс по статистике: Сост. по Ходскому, Чупрову, Майру применительно ко всем университетам в России / Сост. студент М. М. Гринфельд. Одесса: М. С. Козман, 1907. — 221 с.
- Ключ ко всем переводам и статьям учебника «Начальное руководство латинского языка» М. М Михайловского. Перевод с полным словарём. Этимология, синтаксис и хрестоматия. По последнему изданию сост. М. Гринфельд. Одесса: М. С. Козман, 1908. — 309 с.
- М. М. Гринфельд. Повторительный курс русской истории. Сост. по учебнику К. Елпатьевского. С приложением хронологических таблиц. Одесса: М. С. Козман, 1911. — 347 с.
- М. М. Гринфельд. Повторительный курс физики. Сост. по учебнику И. Косоногова. Одесса: М. С. Козман, 1913. — 504 с.
- Полный словарь к начальному курсу латинского языка П. Виноградова с синтаксическим разбором. Пособие по изучению латинского языка без помощи учителя. Сост. М. М. Гринфельд. 2-е изд. Одесса: М. С. Козман, 1913. — 282 с.
- Полный ключ к французской хрестоматии «Morceaux choisis» Фелье и Мартен. Дословный и литературный переводы по последним изданиям М. М. Гринфельда. Ч. 1-2. Одесса: М. С. Козман, 1914. — 271 с. и 303 с. (2 тт.)
- М. Гринфельд. Повторительный курс ботаники. Сост. по учебнику И. П. Бородина. Одесса: М. С. Козман, 1915. — 208 с.
- М. Гринфельд. Краткий курс всеобщей и русской истории. Сост. по учебнику И. Беллярминова. Ч. 1. Одесса: М. С. Козман, 1916. — 142 с.
- М. Гринфельд. Повторительный курс естественной истории. Сост. по учебнику М. Левина. Одесса: М. С. Козман, 1915. — 247 с.
- М. Гринфельд. Повторительный курс зоологии. Сост. по новейшим учебникам, применительно к последней министерской программе. Одесса: М. С. Козман, 1915. — 142 с.
- Полный ключ ко второй части учебника французского языка Октава Класса. Дословный и литературный переводы. Сост. по последнему изданию М. Гринфельд. Одесса: М. С. Козман, 1915. — 160 с.